# Cerro Maggiore
Cerro Maggiore est une commune italienne de la ville métropolitaine de Milan, dans la région de la Lombardie.

## Administration
| Période                                  | Période | Identité | Étiquette | Qualité |
| ---------------------------------------- | ------- | -------- | --------- | ------- |
|                                          |         |          |           |         |
| Les données manquantes sont à compléter. |         |          |           |         |

### Frazione
Cantalupo.

### Communes limitrophes
Rescaldina, Uboldo, Legnano, Origgio, San Vittore Olona, Parabiago, Nerviano.

## Jumelages
- Bad Neustadt an der Saale (Allemagne) depuis 2008.